# Kultivar
Kultivar je skup bilja koje je uzgojem odabrano na određeno svojstvo ili kombinaciju svojstava. To svojstvo ili skupina svojstava su jasno osebujno, ujednačeno i postojano u svojim obilježjima te ako se razmnaža na primjeren način, zadržava svoja obilježja.
Riječ kultivar je kovanica od dijelova riječi iz američkkog engleskog, cultivar (culti[vated] var[iety]: na hrvatskom: uzgojena odlika). Ovaj se izraz koristi za odliku (sortu). Kultivar je i taksonomska jedinica, odnosno osnovna temeljna kategorija uzgajanog bilja. Daje joj se jedinstveno ime. Nomenklatura je uređena Međunarodnim kodeksom nomenklature uzgajanog bilja, tj. ICNCP-a (International Code of Nomenclature for Cultivated Plants, Cultivated Plant Code). Rečeni međunarodni kodeks (Utrecht, 1958.) prihvaćen je za kulturne biljke, a u tekstu se ispred imena odlike označava s cv., na primjer cv. Graševina (Vitis vinifera)
Linijski kultivar je sorta.